# Schlacht um Corregidor

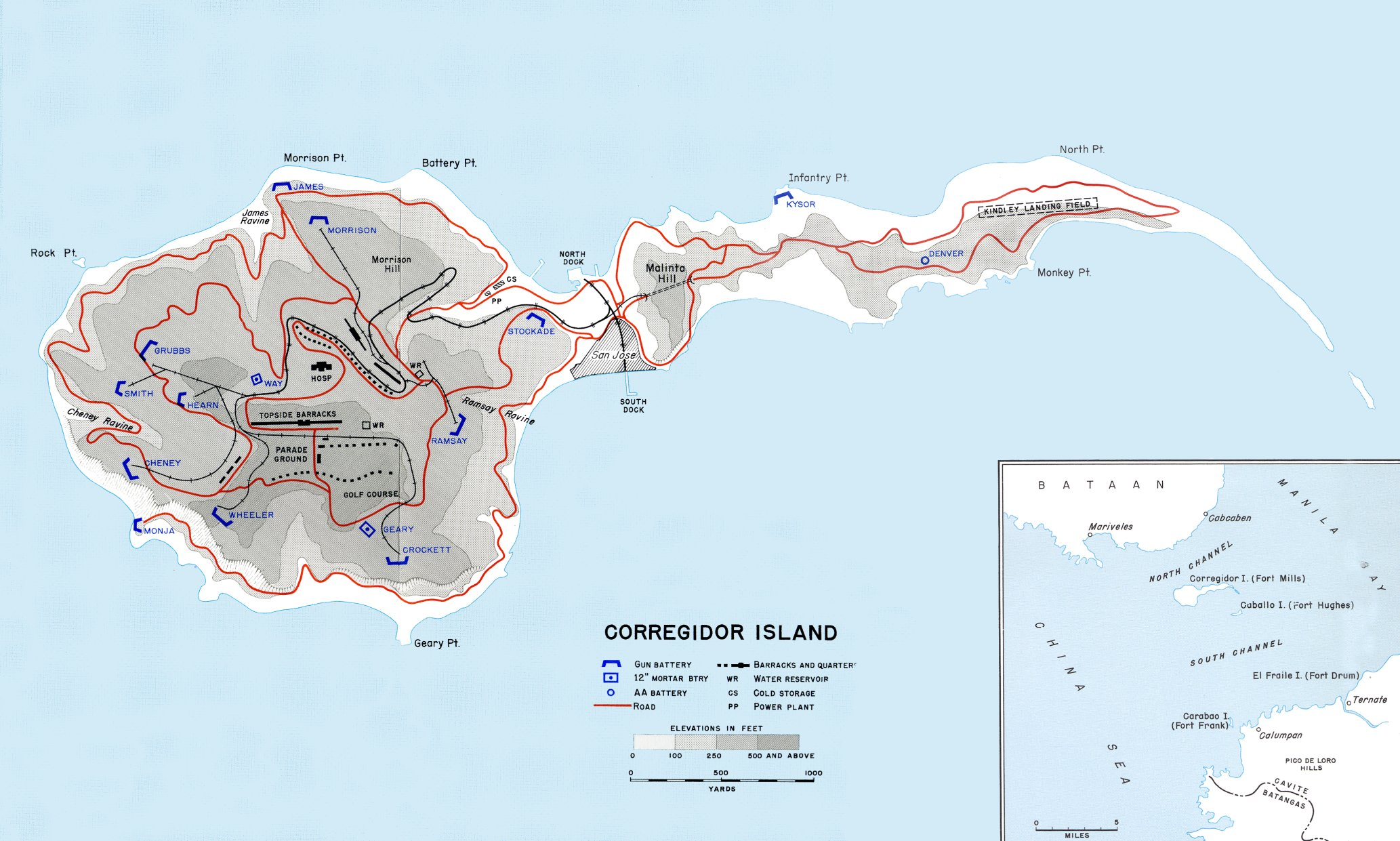
Corregidor

Die Schlacht um Corregidor (9. April bis 6. Mai 1942) fand im Zweiten Weltkrieg in Ostasien statt und bildete den Schlussakt der Eroberung der Philippinen durch die Japaner.

## Hintergrund
Die Felseninsel Corregidor bildete nach dem Fall von Bataan zusammen mit anderen Befestigungen am Eingang zur Bucht von Manila das letzte Hindernis für die japanischen Truppen. Die japanische 14. Armee unter General Masaharu Homma musste Corregidor einnehmen, denn solange die Insel in amerikanischer Hand blieb, war den Japanern die Nutzung der Manila Bay als natürlicher Hafen unmöglich.
Die kleine Felseninsel Corregidor, auch als Fort Mills bezeichnet, war nur 5,5 km lang und etwa 2,5 km breit. Sie wurde von 5700 Mann unter General George Fleming Moore verteidigt. Die Küstenverteidigung war formiert aus dem 1., 2. und 60. Küstenartillerie-Regiment, dem 59. Infanterieregiment und dem philippinischen 91. und 92. Infanterieregiment. General Moore organisierte die Streitkräfte in vier Kommandobereiche, um die taktische Kontrolle zu gewährleisten: Seeverteidigung, Verteidigung des Nord- und Südkanals unter Oberst Paul D. Bunker; Luftverteidigung unter Oberst Theodore M. Chase und eine Küstenpatrouille unter Kapitän Kenneth M. Hoeffel von der United States Navy.
Nach der Evakuierung von Olongapo in Zambales in der Nähe der Subic Naval Base am 26. Dezember wurde das 4. Marineinfanterieregiment unter Oberst Samuel L. Howard mit 72 Offizieren und 1173 Soldaten auf die Insel gebracht. Die Küstenartillerie war in 23 Batterien organisiert, zusätzlich befanden sich 72 Flugabwehrgeschütze in der Festung. Fort Mills verfügte über 46 Küstengeschütze, darunter zehn 305-mm-Mörser, acht 305-mm-Geschütze, zwei 254-mm-Geschütze, zwei 203-mm-Geschütze und 24 155-mm-Geschütze. Die Amerikaner hatten auf der Insel eine Landebahn für Flugzeuge (Kindley Field) sowie ein System von Tunneln und Unterständen angelegt. Im Osten der Felseninsel befand sich unter dem Malinta-Hügel ein Tunnelsystem, das in Ost-West-Richtung auf einer Länge von 252 m verlief, einen Durchmesser von 7,3 m aufwies und 25 Seitentunnel von jeweils 50 m Länge hatte, die sich in regelmäßigen Abständen auf jeder Seite des Haupttunnels verzweigten. Ein separates Tunnelsystem beherbergte das Lazarett. Dieses bestand aus zwölf Seitentunneln mit Platz für 1000 Betten. Der Zugang zum Komplex erfolgte über den Haupttunnel und über einen Außeneingang auf der Nordseite des Malinta-Hügels. Die Tunnel waren mit zwei unabhängigen Lüftungssystemen und einem Stromnetz ausgestattet.
Südlich von Corregidor auf Caballo Island befand sich Fort Hughes. Die Insel hatte eine Fläche von etwa 65 Hektar und erhob sich steil über die Bucht von Manila. Verteidigt wurde sie von Oberst Francis J. Bridget mit insgesamt 800 Mann, von denen 93 Marineinfanteristen waren und 443 von der Marine stammten. Die Artillerie bestand aus zwei 356-mm-Kanonen, vier 305-mm-Mörsern und fünf 155-mm-Kanonen.
Fort Drum lag 4 Meilen südlich von Fort Hughes. Pioniere hatten die Spitze der Insel „El Fraile“ vollständig bis auf den Wasserspiegel abgetragen und die Insel als Fundament für den Bau eines 110 m langen und 44 m breiten Stahlbeton-Forts verwendet. Das Oberdeck dieses Werkes reichte 12 m über die Ebbe und hatte fast durchgängig bis zu 6 m dicke Mauern. Es war ausgestattet mit vier 356-mm-Kanonen, die in zwei Türmen in Richtung Meer montiert waren, und einer Sekundärbatterie mit vier 150-mm-Kanonen. Mit einer Besatzung von 200 Mann galt das Fort als uneinnehmbar.
Die Verteidigung wurde mit Fort Frank auf der Insel Carabao abgeschlossen, die nur 460 m von der Küste der Provinz Cavite entfernt war. Die Bewaffnung bestand aus zwei 360-mm-Kanonen, acht 300-mm-Mörsern, vier 155-mm-GPF-Kanonen sowie Flugabwehr- und Küstenverteidigungsgeschützen.

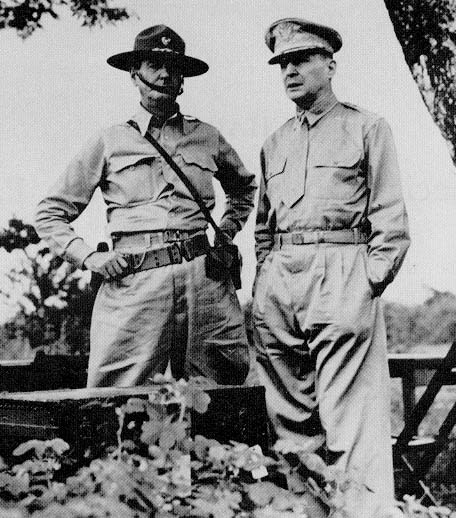
Die Generale Jonathan Wainwright und Douglas MacArthur, Philippinen

Am 29. Dezember 1941 fand der erste japanische Bombenangriff auf Corregidor statt. Drei Tage später wurde die Garnison der Insel mehr als drei Stunden lang bombardiert. Die Bombardierungen dauerten die nächsten vier Tage, aber im restlichen Januar wurden nur zwei Bombenangriffe durchgeführt, bei denen die Verteidiger die Gelegenheit nutzten, ihre Stellungen zu verbessern und sich erheblich zu verstärken. Der amerikanische Oberbefehlshaber Douglas MacArthur ernannte General William F. Sharp zum Befehlshaber der Besatzung auf Mindanao, dessen Streitkräfte den Widerstand fortsetzen sollten. Als sich die Situation auf Bataan verschlechterte, erhielt MacArthur von Präsident Franklin Roosevelt den Befehl Corregidor zu verlassen. Am 12. März wurde General MacArthur im Schutz der Dunkelheit mit vier PT-Booten nach Mindanao evakuiert, von wo aus er schließlich nach Australien ausgeflogen wurde. Er überließ Generalleutnant Jonathan M. Wainwright das Oberkommando über die Philippinen. Am 4. März waren alle südphilippinischen Inseln außer Mindanao von Sharp unabhängig gemacht, er selbst blieb nur Kommandeur der Mindanao Force.

## Verlauf

### Bombardement
Die intensive Bombardierung von Corregidor durch die Japaner begann unmittelbar nach dem Fall von Bataan am 9. April. Die Luftangriffe wurden durch neun 240-mm-Haubitzen, 34 150-mm-Haubitzen und 32 andere Geschütztypen ergänzt, die Tag und Nacht ihre Granaten auf Corregidor abfeuerten. Das Bombardement eskalierte in den nächsten Wochen, als sich immer mehr Artilleriegeschütze vereinigten und das Artilleriefeuer eines Tages dem Schaden entsprach, der durch alle bisherigen Luftangriffe zusammen verursacht wurde. Nach einer ersten Reaktion durch die eigenen Geschütze verbot Generalleutnant Wainwright jedoch drei Tage lang das Feuer gegen die feindlichen Batterien, aus Angst, eigene verwundete Kriegsgefangene auf Bataan könnten dabei getötet werden.
Am 16. April wurde Sharp zum Kommandeur der Visayan-Mindanao Force ernannt, was aber wenig bedeutete, da der Großteil der Visayas-Inseln bereits unter japanische Kontrolle stand. Die gesamte Streitmacht auf den vier noch von den amerikanisch-philippinischen Truppen gehaltenen Inseln zählte noch etwa 14.700 Personen. Auf Befehl des Hauptquartiers der USAFFE wurde auf Cebu sieben Handelsschiffe mit Lebensmitteln beladen und nach Corregidor gebracht. Von den sieben Schiffen kam nur eines unbeschädigt auf der Insel an, die „Princessa“ (Leutnant Zósimo Cruz). Die amerikanischen Verteidiger erhielten etwa 850 g Nahrung pro Tag. Das knapp werdende Trinkwasser wurde zweimal täglich verteilt, aber ständige Luft- und Artillerie-Bombardements unterbrachen häufig die Ausgabe der Rationen. Der Mangel an Nahrung erschwerte die Situation der Corregidor-Garnison, da die Männer ständig schwächer wurden und in den Tunneln viele an Nyktalopie erkrankten.

### Japanische Landungen und amerikanische Kapitulation, 5. und 6. Mai

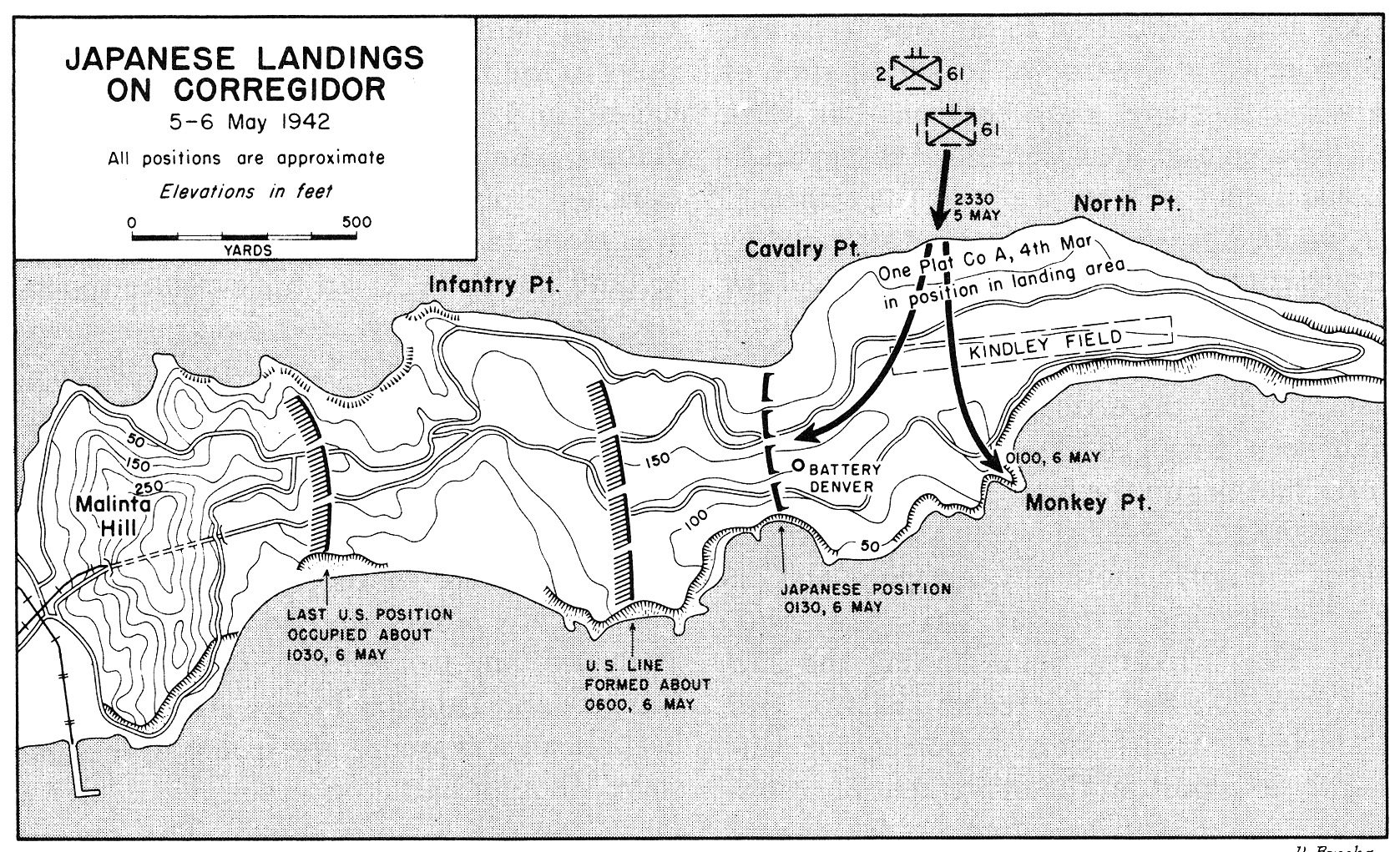

Die japanischen 14. Armee hatte Ende April ihre Vorbereitungen für die bevorstehende Landung abgeschlossen. Munition, schweres Gerät und Landungsboote waren in den Versammlungsraum gebracht worden und die Kampftruppen hatten die letzten Ausbildungsphasen durchlaufen. Nachdem die Landungsboote zusammengebaut und ausgerüstet worden waren, begann die japanische 4. Division mit dem Amphibientraining entlang der Ostküste von Bataan nördlich von Limay und die 16. Division tat dasselbe im Gebiet der Cavite. Fast einen Monat lang hatten sich die Japaner auf diesen Moment vorbereitet. Es waren alle Vorkehrungen getroffen worden, um den Erfolg des Angriffs zu sichern und so die sechsmonatige Kampagne zur Einnahme der Philippinen zu beenden.
Die Amerikaner erhielten am 1. Mai ihren ersten Hinweis auf den japanischen Landungsplan, als japanisches Artilleriefeuer von Bataan auf den schmalen östlichen der Insel und auf die Gegend um James Ravine konzentriert wurde. Der Landung ging ein konzentrierter Luftangriff der japanischen 22. Luftbrigade unter Generalmajor Kizon Makami voraus, der von der Bodenartillerie in Bataan unterstützt wurde. Die japanische Artillerie von Bataan öffnete am 30. April um 7:30 Uhr, dann kamen die Flugzeuge herein. Die Pause dauerte nur 30 Minuten, danach eröffneten die japanischen Kanonen wieder das Feuer. Bis 19:45 Uhr waren die Angriffe bis auf zwei ein- und zweistündige Pausen ununterbrochen. Während eines Zeitraums von fünf Stunden prasselten 3600 240-mm-Granaten auf die Verteidigung. Es wurde später geschätzt, dass die Japaner bis zum 5. Mai 16.000 Projektile auf die Insel abgefeuert hatten. Japanische Flugzeuge führten 614 Einsätze durch und warfen 1701 Bomben ab, was 365 Tonnen Sprengstoff entsprach. Hommas Befehl lautete, die Verteidigung der Insel „vollständig zu zerschlagen“ und ihre Verteidiger „auszurotten“. Am 2. Mai wurde die Batterie Geary getroffen und flog nach der Explosion mehrerer Tonnen Munition in die Luft. Um 15:15 Uhr wurde auf der Insel der 274 Luftalarm ausgelöst und acht japanische Bomber ließen ihre Ladung vor den Eingängen zum Malinta-Tunnel fallen.
In der Nacht des 4. Mai evakuierte ein U-Boot, das von seiner Patrouille nach Australien zurückkehrte, die letzten 25 Menschen. Unter den Passagieren befand sich Oberst Constant Irwin, der eine vollständige Liste aller noch lebenden Mitarbeiter von Armee, Marine und Marine mitführte. Oberst Royal G. Jenks, Finanzbeamter mit den Hauptbüchern; Oberst Milton A. Hill, Generalinspektor, drei Armeeoffiziere, sechs Marineoffiziere und etwa 13 Krankenschwestern befanden sich unter den Eingeschifften.
Am 5. Mai um 23:30 landete als erste Welle 790 Japaner am Strand zwischen North Point und Cavalry Point. Die Truppen, die sich der Nordküste von Corregidor näherten, stammten von der japanischen 4. Division. Generalleutnant Kenzo Kitano hatte seine verstärkte Division in zwei Gruppen organisiert: einen linken (östlichen) Flügel und einen rechten (westlichen) Flügel. Die erste, die in der Nacht des 5. Mai auf Corregidor landete, bestand aus der 61. Infanterieregiment unter Oberst Gempachi Sato, die mit Einheiten des 7. Panzerregiments verstärkt wurde. Der rechte stärkere Flügel unter Generalmajor Kureo Taniguchi bestand aus dem 37. Infanterieregiment, einem Bataillon des 8. Infanterieregiments, Teilen des 7. Panzerregiments, mehreren Artillerieeinheiten und anderen Diensten.
Die ersten Landungstruppen gerieten aufgrund des überraschend heftigen Widerstands der amerikanischen und philippinischen Verteidiger, deren 37-mm-Artillerie einen hohen Tribut an Verlusten forderte, ins Stocken. Die nächsten Truppen sollten in der folgenden Nacht am Strand unterhalb von Topside in der Nähe von James Ravine landen. Kurz vor Mitternacht traf intensives japanisches Artilleriefeuer die Strände zwischen Punta Norte und Punta Caballería. Die japanische Landung war schwierig wegen der starken Meeresströmungen zwischen Bataan und Corregidor sowie durch Ölschichten, welche die Strände bedeckten, die von Schiffen stammten, die schon früher versenkt worden waren. Das zweite Welle (785 Soldaten), die östlich von North Point landete, stieß auf starken Widerstand der 4. Marines. Die meisten japanischen Offiziere wurden schnell getötet und die zusammengekauerten Überlebenden wurden mit Handgranaten, Maschinengewehren und Gewehrfeuer dezimiert. Neutrale Beobachter in Cabcaben beschrieben die Szene als „ein Spektakel, das die Vorstellungskraft verwirrte und alles, was wir jemals zuvor gesehen hatten, in grimmigem Entsetzen übertraf“.
Es war am 6. Mai jedem klar, dass das Ende der Verteidiger unmittelbar bevorstand. Colonel Howard befahl um 4:30 Uhr seinen letzten Reserven, 500 Marines und Soldaten des 4. Bataillons, Verteidigungslinien im Bereich der Batterie Denver zu besetzen. Derweil trafen um 5:30 Uhr weitere 880 japanische Verstärkungen ein. Die Japaner bereiteten einen weiteren Angriff vor, bei dem sie mit 50-mm-Granatwerfern vom Typ 89 auf die Positionen der Marines feuerten. Bis 9:30 Uhr brachen die Japaner zum Haupttunnel von Malinta Hill durch, in dem sich das Feldkrankenhaus und der Stab der Verteidiger aufhielt. General Wainwright wandte sich über Funk an Präsident Roosevelt und holte die Erlaubnis zur Kapitulation ein. In der Funknachricht an den Präsidenten meinte General Wainwright: „Es gibt eine Grenze der menschlichen Ausdauer, und dieser Punkt ist längst überschritten“. Oberst Howard verbrannte die Flagge der 4. Marines, um die Erbeutung durch die Japaner zu verhindern. Wainwright sandte zwei Offiziere mit einer weißen Flagge aus, um die Übergabe an die Japaner zu übermitteln. Die Festung Corregidor kapitulierte gegen 13:30 Uhr, etwa 11.000 Mann wurden von den Japanern gefangen genommen.

## Folgen
Die Niederlage der amerikanisch-philippinischen Truppen auf Corregidor markierte das Ende der US-Herrschaft auf den Philippinen, brachte aber auch den Zeitplan des japanischen Angriffsplans für die Eroberung Australiens und des restlichen Pazifiks in Verzug, denn die Eroberung von Corregidor dauerte drei Monate länger als von General Homma geplant. Während sich die alliierten Streitkräfte in Corregidor ergaben, kämpften viele Soldaten auf den anderen Inseln der Philippinen als Guerillas weiter. Die Gesamtzahl der japanischen Opfer zwischen dem 1. Januar und dem 30. April sowie die der ersten Landungen vom 5. bis zum 6. Mai betrugen 900 Tote und 1200 Verwundete. Die Opfer der Verteidiger waren 800 Tote und 1000 Verwundete. General Homma, der die Philippinen in fünf Monaten im Vergleich zu den geplanten zwei Monaten eroberte, wurde im August 1942 vom Oberkommando der 14. Armee entbunden. Von den 11.000 US-amerikanischen und philippinischen Kriegsgefangenen marschierten rund 4000 durch die Straßen von Manila, um später im Fort Santiago und im Bilibid-Gefängnis eingesperrt zu werden. Der Rest wurde mit Zügen in verschiedene Kriegsgefangenenlager geschickt. General Wainwright wurde in der Mandschurei inhaftiert. Während des Krieges wurden Tausende von Gefangenen als Zwangsarbeiter auf den japanischen Archipel geschickt. Einige der Gefangenen wurden schließlich infolge der Kämpfe von Cabanatuan und während der Schlacht um Manila 1945 befreit.